# Cantón de Mauléon
El cantón de Mauléon es una división administrativa francesa, situada en el departamento de Deux-Sèvres y la región de Poitou-Charentes.

## Geografía
El cantón está organizado alrededor de Mauléon dentro del Distrito de Bressuire. Su altura media es de 162 m yendo de los 94 de Nueil-les-Aubiers a los 226 de Mauléon.

## Composición
El cantón lo componen un grupo de 5 comunas y cuenta con 16 404 habitantes (población legal en 2006).
- Mauléon
- Nueil-les-Aubiers
- La Petite-Boissière
- Saint-Amand-sur-Sèvre
- Saint-Pierre-des-Échaubrognes

- Datos: Q519412